# Puerto Juarez (flygplats i Mexiko)
Puerto Juarez är en flygplats i Mexiko.   Den ligger i kommunen Benito Juárez och delstaten Quintana Roo, i den östra delen av landet, 1 300 km öster om huvudstaden Mexico City. Puerto Juarez ligger 2 meter över havet.
Terrängen runt Puerto Juarez är mycket platt. Havet är nära Puerto Juarez åt nordost.  Närmaste större samhälle är Cancún, 3,2 km väster om Puerto Juarez. 